# Đảo Tiền Phong
Đảo Tiền Phong (tiếng Nga: О́стров Пионе́р, Óstrov Pionér) là một hòn đảo trong nhóm đảo Severnaya Zemlya thuộc vùng Bắc cực của Nga. Hòn đảo được Boris Vilkitsky khám phá ra vào năm 1913, song tính chất là một hòn đảo của nó chỉ được chứng minh vào năm 1931, khi Georgy Ushakov và Nikolay Urvantsev vẽ bản đồ quần đảo trong chuyến thám hiểm của họ vào những năm 1930-32..
Trên hòn đảo có sông băng Tiền Phong.
Có đề nghị đổi tên hòn đảo thành Svyataya Tatiana (Thánh Tatiana).